# Yesid Pira
Yesid Albeiro Pira Parada (Siachoque, Boyacá, 28 de junio de 1999) es un ciclista profesional colombiano.

## Palmarés
2021
- 1 etapa de la Vuelta a Colombia[1]

2024
- 1 etapa de la Vuelta a Colombia

## Equipos
- Liro-Alcaldía de La Vega (2020-04.2021)
- Caja Rural-Seguros RGA amateur (05.2021-12.2021)
- Caja Rural-Seguros RGA (stagiaire)[2] (08.2021-12.2021)
- Caja Rural-Seguros RGA[3] (2022-2023)